# Regierung Loutsch
Die Regierung Loutsch war vom 6. November 1915 bis 24. Februar 1916 die Regierung im Großherzogtum Luxemburg, die von Staatsminister Hubert Loutsch gebildet wurde. 
Mathias Mongenast, der als langjähriger Generaldirektor der Finanzen nach dem Tod des bisherigen Staatsministers Paul Eyschen eine neue Regierung bilden sollte, trat schon nach kurzer Zeit zurück, als es über die Besetzung des vakanten Postens des Direktors für die Normalschule zum Konflikt mit der Krone kam.
Großherzogin Maria-Adelheid ernannte anstatt einer Regierung, der Mitglieder sowohl des Linksblocks als auch der Rechtspartei angehörten, ein nur von der Rechtspartei gebildetes Kabinett unter Leitung von Hubert Loutsch. Die politische und wirtschaftliche Lage im von Deutschland im Ersten Weltkrieg besetzten Land verschärfte sich indes weiter, was zunehmend drastische, aber unbeliebte Maßnahmen verlangte. Dabei konnte sich die Regierung nicht auf eine Mehrheit in der Abgeordnetenkammer stützen, in der 20 Abgeordnete der konservativ-katholischen Seite 32 Abgeordneten des aus Liberalen (Liberale Liga) und Sozialisten bestehenden Linksblocks gegenüberstanden. 
Um diese politische Sackgasse zu überwinden, löste die Großherzogin die Kammer auf und setzte Neuwahlen für den 23. Dezember 1915 an. Das Recht des Großherzogs zur Kammerauflösung war in der Verfassung formal vorgesehen, aber in der politischen Praxis unüblich geworden. Diese politische Einmischung der Großherzogin zugunsten der Rechten löste auf Seiten des Linksblocks laute Entrüstung aus. Sie empfanden dieses Handeln als Staatsstreich.
Die Wahl am 23. Dezember 1915 fand noch nach einem Zensuswahlrecht statt, das die Rechtspartei begünstigte, die ihren Sitzanteil steigern konnte, allerdings nicht die Mehrheit in der Kammer errang. Nach der Wahl standen 25 Abgeordnete der Rechten 27 des Linksblocks gegenüber. Nach einer negativ ausgefallenen Vertrauensabstimmung in der Kammer am 11. Januar 1916 musste das Kabinett zurücktreten.
Der Regierung Loutsch gehörten folgende Kabinettsmitglieder an:

## Regierung Loutsch (6. November 1915 bis 24. Februar 1916)
| Amt                                                                               | Name              | Beginn der Amtszeit | Ende der Amtszeit | Partei | Partei |
| --------------------------------------------------------------------------------- | ----------------- | ------------------- | ----------------- | ------ | ------ |
| Staatsminister, Präsident der Regierung                                           | Hubert Loutsch    | 6. November 1915    | 24. Februar 1916  |        | RP     |
| Auswärtige Angelegenheiten                                                        | Hubert Loutsch    | 6. November 1915    | 24. Februar 1916  |        | RP     |
| Inneres und Justiz (Finanzen und öffentlicher Unterricht provisorisch übertragen) | Jean-Baptiste Sax | 6. November 1915    | 24. Februar 1916  |        | RP     |
| Finanzen und öffentlicher Unterricht                                              | Edmond Reiffers   | 6. November 1915    | 24. Februar 1916  |        | RP     |
| öffentliche Arbeiten und Landwirtschaft                                           | Guillaume Soisson | 6. November 1915    | 24. Februar 1916  |        | RP     |